# Camponotus mussolinii
Camponotus mussolinii é uma espécie de inseto do gênero Camponotus, pertencente à família Formicidae.